# Thập thiện
Thập thiện hay Thập thiện nghiệp (zh. 十善, sa. daśakuśalakarmāṇi) là mười việc thiện được thực hiện qua thân (3), khẩu (4) và ý (3).
Thập thiện bao gồm: 
1. Bất sát sinh (zh. 不殺生, sa. pāṇāṭipātā paṭivirati) không sát sinh
2. Bất thâu đạo (zh. 不偷盜, sa. adattādānādvirati), tức là không trộm cắp, hay nói chính xác hơn: "Không nhận đồ vật người không cho";
3. Bất tà dâm (zh. 不邪婬, sa. kāmamithyācārādvirati) không tà dâm
4. Bất vọng ngữ (zh. 不妄語, sa. mṛṣāvādātvirati), nghĩa là không dối gạt người, không nói lời không chân thật. phải nói trên sự thật.
5. Bất lưỡng thiệt (zh. 不兩舌, sa. paisunyātvirati), không nói lưỡi đôi chiều, trước nói như vậy, sau lưng nói khác
6. Bất ác khẩu (zh. 不惡口, sa. pāruṣyātprativirati), không nói lời hung dữ, văng tục, chửi thề, nói lời độc địa
7. Bất ỷ ngữ (zh. 不綺語, sa. saṃbinnapralāpātprativirati), không dùng lời phù phiếm, nói những chuyện không mang lại lợi ích.
8. Bất tham dục (zh. 不貪欲, sa. abhidhyāyāḥprativirati); Ý không tham (tham ngũ dục lạc, sắc, danh, lợi, ăn, ngủ)
9. Bất sân khuể (zh. 不嗔恚, sa. vyāpādātprativirati), Ý không sân (sân giận, phẫn nộ, buồn bực, khó chịu, chán nản)
10. Bất tà kiến (zh. 不邪見, sa. mithyādṛṣṭi-prativirati), Ý không si mê (không hiểu biết chân thật- hiểu biết lầm lạc, không tỉnh táo sáng suốt- nghiện ngập, mê ngủ)

## Kinh Thập Thiện
Kinh Thập Thiện là một quyển kinh nhỏ ghi lại buổi thuyết pháp của Phật cho cả cư sĩ lẫn người xuất gia, hoặc cho các loài thủy tộc nhẫn đến bậc A-la-hán và Bồ-tát  Lưu trữ ngày 3 tháng 8 năm 2008 tại Wayback Machine. Chúng sanh nào hiểu được, giữ gìn và làm đúng 10 đều thiện này thì khi mất đi sẽ được quả báo sanh vào các cõi trời tốt lành (thiên đàng), hoặc nếu như thiếu phước mà sanh lại làm người thì cũng được sanh vào các gia đình giàu sang và đức độ. Ngoài ra, 10 đều thiện này cũng là căn bản đạo đức của những bậc thánh.  Lưu trữ ngày 3 tháng 8 năm 2008 tại Wayback Machine